# Charles E. Resser
Charles Elmer Resser (* 28. April 1889 in East Berlin, Adams County, Pennsylvania; † 18. September 1943 in Washington, D.C.) war ein US-amerikanischer Paläontologe.
Resser ging aufs Pennsylvania State Teachers College, das Franklin and Marshall College in Lancaster (Bachelor-Abschluss 1913), wo er sich als Student von H. Justin Roddy für (kambrische) Fossilien zu interessieren begann, und die Princeton University (Master-Abschluss 1915). 1917 wurde er an der George Washington University promoviert. 1914 ging er an das National Museum of Natural History (Smithsonian) in Washington, D.C. als Assistent von Charles Walcott, dem führenden Fachmann für das Kambrium. Ein Jahr später war er Assistant Curator, 1923 Assistant Curator in stratigraphischer Paläontologie, 1924 Associate Curator und 1929 Kurator in derselben Abteilung. Von 1941 bis zu seinem Tod war er Kurator in der Abteilung Paläontologie der Wirbellosen und Paläobotanik. Zeitweise unterrichtete er auch 1915 bis 1932 an der George Washington University sowie an der University of Maryland.
Resser war zu seiner Zeit einer der führenden Experten für Trilobiten. Er setzte auch Walcotts Forschungen im Burgess Shale fort, wo er unter anderem Erstbeschreiber verschiedener Arten der Gattung Tuzoia war.